# Camptodontornis yangi
Camptodontornis yangi — викопний вид енанціорносових птахів родини Longipterygidae, що існував у ранньому крейдяному періоду (близько 120,3 млн років тому). Скам'янілі залишки знайдені у пластах формування Chaoyang у провінції Ляонін (Китай). Він був описаний китайськими дослідниками (Лі Лі, Ен-пу Гун, Лі-Чжан Дун, Я-юн Янг і Лін-Хай Хоу) у 2010 році з назвою роду Camptodontus, хоча назва раніше використовувався для роду жуків (Dejean, 1826). Тому в 2019 йому придумали нову назву Camptodontornis.